# Cotoneaster goloskokovii
Cotoneaster goloskokovii är en rosväxtart som beskrevs av A.I. Poyarkova. Cotoneaster goloskokovii ingår i släktet oxbär, och familjen rosväxter. Inga underarter finns listade i Catalogue of Life.